# Шарль Ріго де Женуї
Шарль Ріго де Женуї (фр. Charles Rigault de Genouilly, 12 квітня 1807 — 4 травня 1873) — французький військово-морський офіцер. Він відзначився у Кримській війні та Другій опіумній війні, але сьогодні його здебільшого пам'ятають за командування французькими та іспанськими силами під час початкової фази Кохінхінської кампанії (1858–62), яка започаткувала Французьке завоювання В'єтнаму.

## Рання кар'єра
Шарль Ріго де Женуї народився і виріс у Рошфорі, Франція, в родині з військово-морськими зв'язками. Його батько був військово-морський інженер Жан-Шарль Ріго де Женуї, а мати, Аделаїда-Кароліна Мітон де Женуї, була племінницею та прийомною донькою Клод Мітон де Женуї, військово-морського командувача під час Американської війни за незалежність.
Ріго де Женуї вступив до Політехнічної школи в 1825 році. Він вступив на флот мічманом у 1827 році і служив у Морейській експедиції на фрегаті «Флер де Ліс» під час Грецької війни за незалежність. У 1828 році його перевели на «Резолют», і він брав участь в операціях проти піратів у Грецькому архіпелазі.
Підвищений до «енсень де вессо» в 1830 році, він брав участь у французькому вторгненні в Алжир та форсуванні Тахо в 1831 році. У 1832 році він служив на борту «Дюкрез» під час блокади голландського узбережжя під час Бельгійської війни за незалежність. Він був підвищений до «лейтенант де вессо» в 1834 році.
У 1843 році він прийняв командування корветом «Віктуар'єз» на станції Китайського та Індійського морів і брав участь в експедиції з дослідження Жовтого моря. 25 квітня 1847 року «Віктуар'єз» і «Глуар» (капітан де вессо Огюстен де Лап'єр), які були відправлені в Дананг (Туран) для переговорів про звільнення двох французьких католицьких місіонерів, були атаковані без попередження кількома в'єтнамськими суднами, в інциденті, відомому як Бомбардування Дананга. Два французькі кораблі дали відсіч і завдяки своєму чудовому озброєнню швидко знищили нападників. У серпні 1847 року «Віктуар'єз» сів на мілину біля узбережжя Кореї, але Ріго де Женуї був виправданий судом.
Він був підвищений до «капітан де вессо» в липні 1848 року і служив у комісії, якій було доручено вивчити оборону Гавра. Потім він став «шеф де кабінет» міністра військово-морського флоту Жозефа Грегуара Казі. Між 1849 і 1851 роками він був капітаном парового фрегата «Вобан» і «Шарлемань», першого французького гвинтового лінкора, переробленого з вітрильника. Цей тип перетворення називався «вессо мікст», щоб відрізнити його від спеціально побудованих пароплавів, таких як «Наполеон». Він провів великі випробування «Шарлеманя», за що отримав подяку адміралтейства.

## Кримська війна

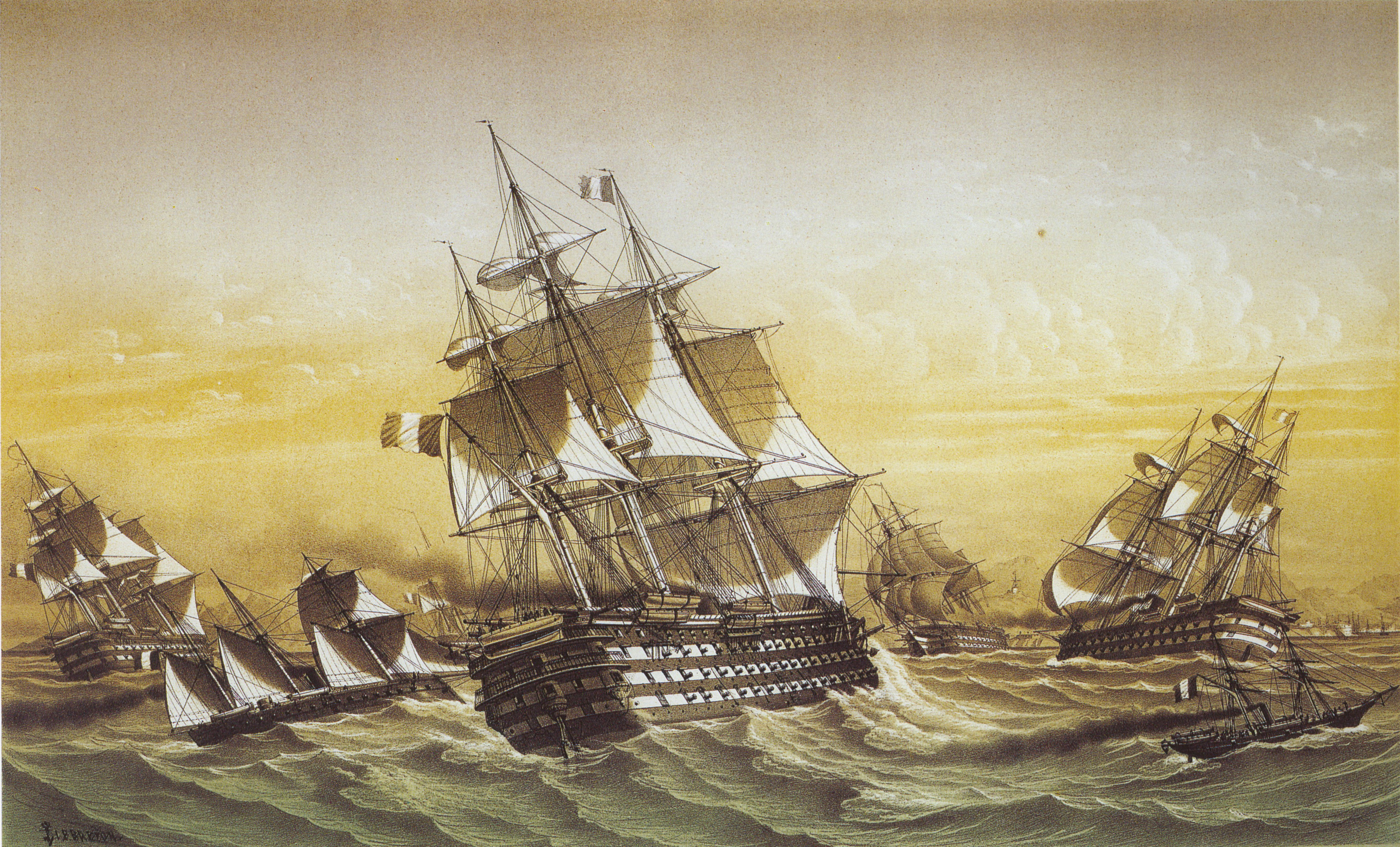
Ріго де Женуї був призначений флагманським капітаном «Віль де Парі» в 1853 році.

У 1853 році адмірал Амелен призначив його флагманським капітаном лінкора «„Віль де Парі“», і він брав участь у бомбардуванні Одеси 22 квітня 1854 року, одній з перших військово-морських дій Кримської війни. Підвищений до «контр-адмірала» в 1854 році, він відзначився під час облоги Севастополя, де командував французькою морською піхотою («фузілери-маріни»).

## Друга опіумна війна

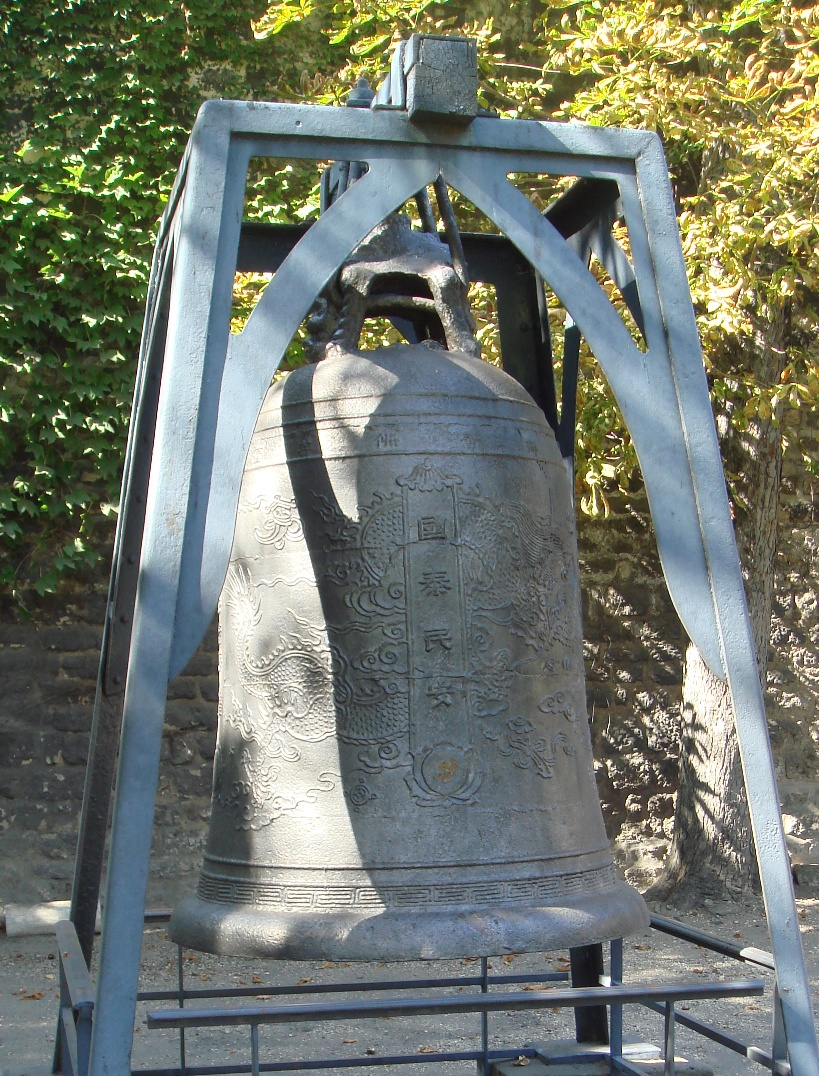
Китайський дзвін, привезений з Кантона Ріго де Женуї, зараз у парку Паризьке товариство закордонних місій.

У 1857 році Ріго де Женуї відплив на фрегаті «Немезида», щоб приєднатися до військово-морської армади, зібраної адміралом Леонардом Шарнером для Другої опіумної війни, і був призначений командувачем французької військово-морської дивізії. Під час кампанії він брав участь у блокаді Макао та захопленні Гуанчжоу. Після цього успіху він брав участь у захопленні фортів Хайхе і супроводжував англо-французьку експедицію до Тяньцзінь.

## Війна у В'єтнамі
У листопаді 1857 року у відповідь на страту двох іспанських місіонерів в'єтнамським імператором Ти Дик і провал дипломатичної місії до Хюе під керівництвом Шарля де Монтіньї, Ріго де Женуї був уповноважений французьким імператором Наполеон III розпочати каральну експедицію проти В'єтнам. У вересні 1858 року спільна французька та іспанська експедиція під його командуванням висадилася в Дананг і захопила місто.
Союзники очікували легкої перемоги, але війна спочатку пішла не так, як планувалося. В'єтнамський опір був більш стійким, ніж очікувалося, і французи та іспанці опинилися в облозі в Данангу в'єтнамською армією під командуванням Нгуєн Чі Фуонга Облога Дананга тривала майже півтора року, і хоча бойових дій було мало, хвороби сильно вдарили по союзній експедиції. Облога зрештою закінчилася безперешкодною евакуацією французького гарнізону в березні 1860 року.

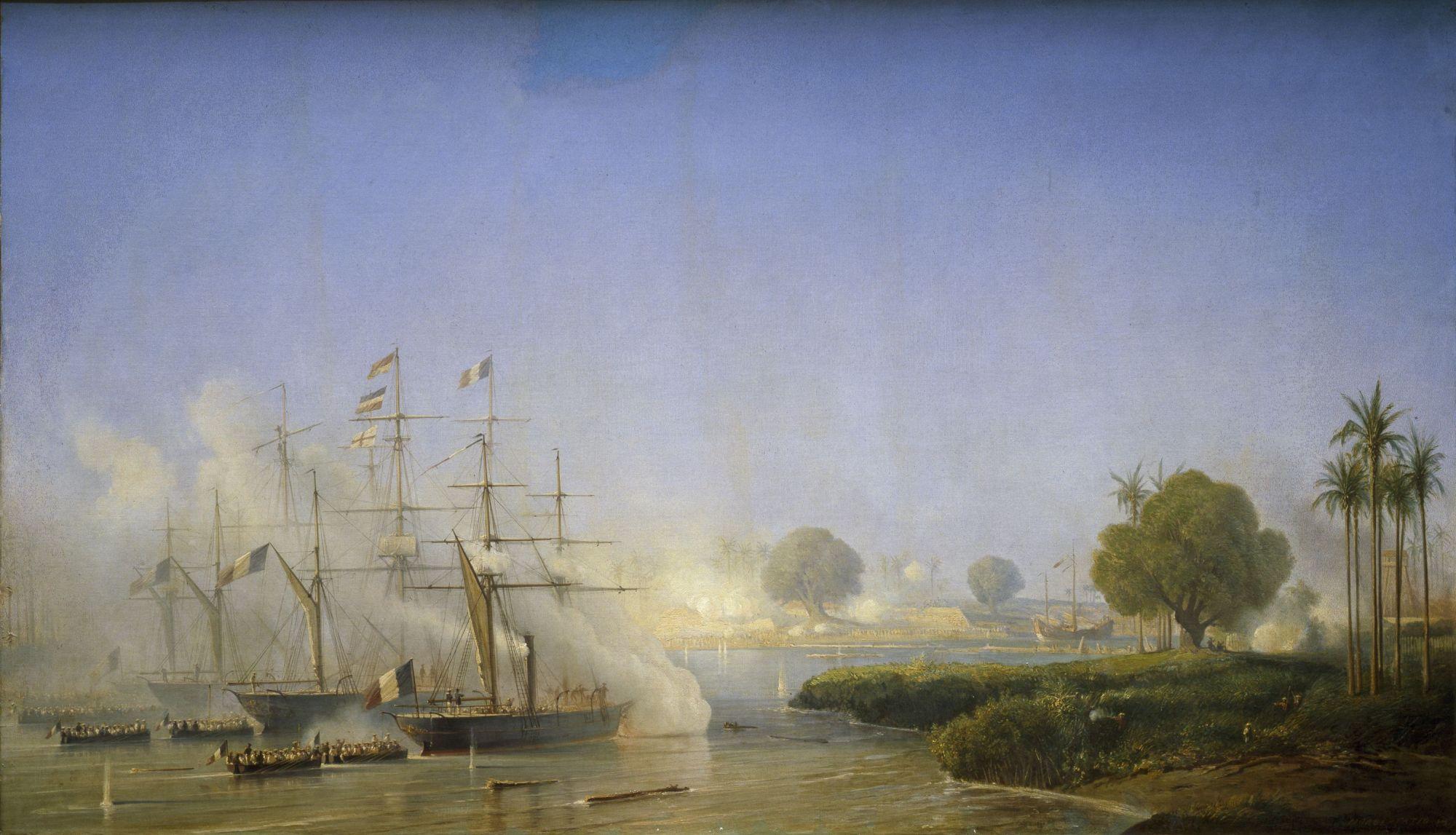
Захоплення Сайгона, 17 лютого 1859 року, картина Антуан Морель-Фатіо

Незабаром після захоплення Дананга Ріго де Женуї шукав місце, де можна було б завдати удару в'єтнамцям. У січні 1859 року він запропонував військово-морському міністерству експедицію проти Сайгона в Кохінхіні, міста, яке мало значне стратегічне значення як джерело продовольства для в'єтнамської армії. Експедиція була схвалена, і на початку лютого, залишивши «капітана де вессо» Туайона в Данангу з невеликим французьким гарнізоном, Ріго де Женуї відплив на південь до Сайгона з потужною військово-морською флотилією та франко-іспанськими десантними силами. 17 лютого 1859 року, форсувавши річкову оборону та знищивши серію фортів і частоколів уздовж річки Сайгон, Ріго де Женуї захопив Сайгон. Союзники були недостатньо сильні, щоб утримати величезну Цитадель Сайгона, і 8 березня 1859 року підірвали її та підпалили її рисові склади. У квітні Ріго де Женуї повернувся до Дананга з основною частиною своїх сил, щоб підкріпити гарнізон Туайона, який зазнав сильного тиску. 8 травня 1859 року він особисто очолив французький наступ на в'єтнамські лінії облоги в Данангу. Атака досягла обмеженого успіху, але французи не змогли прорвати облогу.
У жовтні 1859 року Ріго де Женуї, дії якого в Кохінхіні були суворо розкритиковані у Франції, був замінений адміралом Франсуа Пажем, якому було доручено укласти договір, що захищає католицьку віру у В'єтнамі, але не домагатися територіальних здобутків.

## Пізня кар'єра
Між 1862 і 1864 роками, після повернення до Франції, Ріго де Женуї служив спочатку на «Бретані», а потім на «Віль де Парі» як командувач французької ескадри еволюцій (escadre d’évolutions) у Середземному морі. Він був морським міністром з 20 січня 1867 року по 4 вересня 1870 року, змінивши Жустен де Шасселу-Лоба. Він також став міністром війни 13 серпня 1869 року, змінивши Адольф Ніль. Він обіймав цю посаду лише кілька днів, і 21 серпня 1869 року його замінив Едмон ле Беф.
Ріго де Женуї відмовився від пропозиції командувати одним із французьких флотів під час Франко-прусської війни та подав у відставку з посади морського міністра після падіння Другої імперії після битва при Седані. Одним з його останніх дій на посаді морського міністра було розпорядження військово-морському персоналу та канонерським човнам взяти участь в облозі Парижа. Після відставки він виїхав до Іспанії, щоб прожити свої останні роки. Він помер у Барселоні в 1873 році.

## Вшанування пам'яті
Площа біля річки Сайгон у Сайгоні була названа на його честь, і там також була встановлена його статуя. Однак у 1945 році статуя була викрадена, а в 1955 році площа також була перейменована на Площа Ме Лінь.
Французький військово-морський авізо Rigault de Genouilly був названий на честь Шарля Ріго де Женуї.